# São José da Laje
São José da Laje est une municipalité brésilienne dans l'État de l'Alagoas.